# Призракът на свободата
„Призракът на свободата“ (на френски: Le Fantôme de la liberté) е френско-италиански сатиричен филм от 1974 година, режисиран от Луис Бунюел. Автори на сценария са Бунюел и Жан-Клод Кариер, а главните роли се изпълняват от Адриана Асти, Жулиен Берто, Жан Рошфор, Жан-Клод Бриали и Мишел Пиколи. По-късно Бунюел определя „Призракът на свободата“ като последна част на своеобразна трилогия, включваща още „Млечният път“ и „Дискретният чар на буржоазията“, и е посветена на „търсенето на истината“.

## Сюжет
Филмът е изграден като серия сюрреалистични епизоди, привидно несвързани. Непознат джентълмен дава пакет от снимки на десетгодишно момиче, които то да пази в тайна. Родителите му – буржоазна двойка – разглеждат тези снимки като порнографски, но в действителност са снимки на парижки паметници и сгради. Една жена на средна възраст отива в провинцията при умиращия си баща и спира да нощува в малък провинциален хотел. Във всяка стая на хотела се развиват странни случки, смесващи религията, неморалността и сексуалните отклонения. Малко момиче изчезва в училище и се организира издирването му от полицията в негово присъствие и с негова помощ. Мишена на филма са лицемерието, Църквата, полицията.

## В ролите
| Изпълнител       | Роля                                |
| ---------------- | ----------------------------------- |
| Жан-Клод Бриали  | Мосю Фуко                           |
| Моника Вити      | Мадам Фуко                          |
| Пол Франкьор     | Собственикът на хотела              |
| Франсоа Местре   | Професорът                          |
| Клод Пиеплю      | Комисарят                           |
| Мари-Франс Пизие | Мадам Калимед                       |
| Жан Рошфор       | Мосю Лежендре                       |
| Милена Вукотич   | Медицинската сестра                 |
| Адриана Асти     | Жената в черно/Сестрата на префекта |
| Жулиен Берто     | Първият префект                     |
| Мишел Пиколи     | Вторият префект                     |
| Майкъл Лонсдейл  | Шапкар                              |